# Sistemática
La sistemática es el área de la biología  encargada de clasificar a las especies a partir de su historia evolutiva (filogenia) y sus relaciones. Se ocupa de la diversidad biológica en un plano descriptivo y en uno interpretativo.
La unidad fundamental de la que parte toda la clasificación es la especie, aquella agrupación de seres en la que todos sus miembros son capaces de aparearse entre sí y producir descendencia viable y fértil. Para la designación de las especies se utiliza la nomenclatura binominal de Linneo, consta de dos palabras escritas en minúsculas y cursiva, la primera de ellas corresponderá siempre al género y comienza con mayúscula y la segunda escrita en su totalidad en minúscula corresponde a la especie. Los nombres de géneros y especies siempre van en una tipografía diferente que el resto del texto, normalmente en itálicas para texto tipografiado y subrayados en el caso de un texto escrito a mano. Los biólogos y paleontólogos suelen incluir detrás del nombre completo de la especie el nombre de la persona que la describió, así como el año de publicación.
En los años cincuenta el entomólogo alemán Willi Hennig (fundador de la cladística), sugirió un sistema de agrupación basado en la historia evolutiva de los seres vivos (filogénesis), en el que tras estudiar todas las características de un grupo y excluir aquellas que no marcan su desarrollo, define una nueva agrupación, llamada clado, es necesario advertir que los rasgos más obvios y acusados no necesariamente marcan el desarrollo evolutivo de un linaje. Esta agrupación en clados presta más atención a los puntos en que los diversos clados se bifurcan o separan entre sí, que a la agrupación por características morfológicas, que en algunos casos, podrían ser secundarias y desvirtuar la lógica en el tiempo del esquema arbóreo.

## Origen
Desde que la vida surgió en sus formas más sencillas, hace aproximadamente 4250 millones de años, los seres vivos se han ido diferenciando generación tras generación en un proceso de evolución continua. Se estima que están descritas alrededor de 2 millones de especies vivientes de animales y se infiere que deben existir varios millones más. Si pensamos en el número de especies que surgen y las extintas desde que apareció la vida, el número total asciende extraordinariamente.
La sistemática es un área de la biología que se desarrolló primero dentro del campo de la historia natural, abarcando la parte descriptiva y sistemática de la geología. Su método se centró inicialmente en la observación sistemática. La rápida acumulación de datos descriptivos condujo a mediados del siglo XVIII a la revolución linneana, con el establecimiento de convenios precisos de nomenclatura y clasificación de los seres vivos, válidos con independencia de la nacionalidad, la lengua o los objetivos precisos del investigador. Así que el sistema más utilizado con algunas modificaciones es el "Linneano", creado por el botánico sueco Carlos Linneo (1707-1778) en el siglo XVIII.
Así como otras ciencias que se ocupan de sistemas complejos y determinados por una historia concreta, la sistemática se benefició del desarrollo de la estadística descriptiva, desde finales del siglo XIX y muy especialmente de la estadística multivariante, a mediados del siglo XX.
La diversidad de características que despliega la naturaleza viviente, las semejanzas y diferencias, son el resultado de la evolución y dos causas generales:
1. Las relacionadas con la herencia. Todas las modificaciones, por muy drásticas que sean, como las extremidades de los vertebrados, el ala de los murciélagos o la aleta del delfín, parten de una misma estructura esquelética, que se altera solo dentro de límites amplios pero insalvables.
2. Las relacionadas con la adaptación. La evolución conduce a los caracteres hacia grados mayores de adecuación para la función que los explica. Es la existencia de la adaptación, uno de los efectos de la selección natural, la que obliga a la biología a recurrir a fórmulas teleológicas en sus explicaciones.

## Taxonomía y sistemática

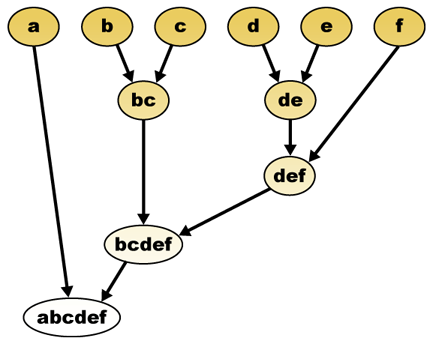
Los organismos se agrupan en dendrogramas. Cada rama o nodo del dendrograma se corresponde con un taxón.

Para el estudio de la clasificación de los organismos surgió una ciencia llamada taxonomía (de la raíz griega taxis que significa ordenación). La organización que establece la taxonomía tiene una estructura arbórea en la que las ramas a su vez se dividen en otras y estas se subdividen en otras menores. A cada una de las ramas, ya sean grandes o pequeñas, desde su nacimiento hasta el final, incluyendo todas sus ramificaciones, se les denomina taxón.
La taxonomía tiene por objeto agrupar a los seres vivos que presenten semejanzas entre sí y que muestren diferencias con otros seres, estas unidades se clasifican principalmente en siete categorías jerárquicas que son, por orden decreciente de sus niveles:
Dominio - Reino - Phylum o División (Tipo) - Clase - Orden - Familia - Género - Especie
Estos ocho niveles a veces no son suficientes para clasificar de forma clara a todos los seres vivos y es necesario en algunas ramas crear subdivisiones intermedias, como superorden, suborden y superfamilias.

## Herramientas taxonómicas
Dentro de las herramientas taxonómicas diseñadas para facilitar la determinación de los organismos se encuentran las claves, estas pueden ser dicotómicas, politómicas o con sangría. Las dicotómicas tienen dos opciones, cada una contiene una serie de caracteres contrastantes entre sí, está diseñada de tal forma en que solo una opción puede aceptarse, a cada par de alternativas a escoger se le llama copla o dilema.
El objetivo de la clasificación es ordenar o disponer por clases a los organismos. En la década de los ochenta se utilizaba una serie de palabras para presentar un arreglo particular de acuerdo con algún principio de relación que se creía existía en los organismos. Pero ya para 1990 comenzó a emplearse un sistema de palabras y símbolos que denotaban conceptos.
En términos de clasificación biológica existen jerarquías, se refieren a los rangos que denotan grupos ordenados en una secuencia de conjuntos y subconjuntos, incluidos sucesivamente.
La clasificación artificial, agrupa a los organismos por atributos designados de acuerdo a sus similitudes o sobre la base de su utilidad, en el caso de seres vivos se hace sin que exista ninguna hipótesis de relación o teoría biológica como ancestralidad común.
A diferencia de la clasificación artificial, la clasificación natural se basa en las relaciones genealógicas y que solo contienen grupos monofiléticos, los cuales están conformados por grupos de especies que incluyen un ancestro y sus descendientes.
.  Desde la época de Linneo los taxónomos han intentado desarrollar clasificaciones naturales, sin embargo hasta antes de la publicación de El origen de las especies de Darwin, las clasificaciones no reflejaban la historia evolutiva de los grupos.
De los conceptos aceptados en el siglo XXI se asume que la clasificación natural debe reflejar relaciones filogenéticas entre las especies a clasificar.
La clasificación filogenética está basada en relaciones genealógicas entre grupos de organismos.

## Escuelas sistemáticas
Véase también: Escuelas de taxonomía
Tres son las principales escuelas sistemáticas:
- Sistemática evolutiva. Encabezada principalmente por J. Huxley, G. G. Simpson y E. Mayr, planteó por primera vez de un modo formal la manera de reconstruir filogenias y de representarlas en forma de clasificaciones. La sistemática evolutiva utiliza cuatro criterios principales: la discrepancia morfológica, el nicho adaptativo, la riqueza en especies y la monofilia mínima. Para clasificar, además de la filogenia, los evolucionistas se valen de criterios como el hueco morfológico, el grado y la radiación adaptativa.[13]

- Taxonomía fenética. Simultáneamente surgió la escuela de Robert Sokal y Peter Sneath, que considera que la filogenia no puede conocerse de manera objetiva; por tanto, su finalidad no es la de reconstruir filogenias sino la de establecer clasificaciones estables. Se sustenta en técnicas matemáticas que permiten establecer clasificaciones basadas en fenogramas, estos últimos armados según el grado de similitud. La escuela fenética toma el máximo número de caracteres disponibles sin preguntarse por su significado evolutivo, afirmando que no hay forma de decidir si un carácter es una homología o una homoplasia.[14]

- Sistemática cladista (Cladística). El entomólogo alemán Willi Hennig, en 1950, propuso un método para determinar árboles filogenéticos o cladogramas y métodos para convertirlos en clasificaciones. Sus ideas han sido desarrolladas y seguidas por numerosos autores, sobre todo después de que su libro fuera traducido del alemán al inglés en 1965, probablemente con mayoría entre los sistemáticos en el último cuarto del siglo XX. La idea central es la monofilia; según los cladistas, un grupo es monofilético si comprende la especie ancestral de este grupo y a todos sus descendientes. El criterio de reconocimiento de un grupo monofilético es la identificación de al menos un carácter apomorfo compartido por todos los miembros del grupo y heredado de su especie ancestral. La cladística actual utiliza el análisis filogenético y el principio de parsimonia para elaborar cladogramas.

## Cladogramas
La filogenia da continuidad a las relaciones de parentesco entre entidades biológicas, sean estas géneros o especies y generalmente se representan por un diagrama ramificado llamado cladograma.
Los cladogramas son dendogramas construidos con base en las relaciones cladísticas o de ancestralidad común de los taxones terminales, reconocidas por caracteres evolucionados compartidos o sinapomorfias.
La topología es la forma geométrica del cladograma o la secuencia de adyacencia absoluta de los taxones. Mientras que la raíz es el punto donde se le da la dirección al árbol, aunque también se conoce como raíz al taxón empleado para ubicar el punto de orientación del árbol. El enraizamiento es el procedimiento mediante el cual se emplea al grupo externo para ubicar la raíz.

## Disciplinas del campo sistemático
La taxonomía y la nomenclatura son disciplinas instrumentales, que son más cercanas al concepto de técnicas que al de ciencias.
La larga lista de especialidades tiene que ver con la diversidad misma que la sistemática investiga. La división inicial en zoología y botánica se fue ampliando para sumar a la microbiología y a la virología. Cada taxón mayor es el centro de una especialidad, y sus grupos subordinados los son a su vez de otra. Por ejemplo, la dipterología que estudia a las moscas y mosquitos es parte de la entomología, que estudia a los insectos en general, que por su parte está subordinada a la zoología.

## Caracteres taxonómicos
Los caracteres taxonómicos son los atributos taxonómicos que se pueden utilizar para proporcionar evidencia a partir de la cual se infieren las relaciones (la filogenia) entre taxones. Los tipos de caracteres taxonómicos incluyen:
- Caracteres morfológicos
  - Morfología externa general
  - Estructuras especiales (por ejemplo, genitales)
  - Morfología interna (anatomía)
  - Embriología
  - Cariología y otros factores citológicos
- Caracteres fisiológicos
  - Factores metabólicos
  - Secreciones corporales
  - Factores de esterilidad genética
- Caracteres moleculares
  - Distancia inmunológica
  - Diferencias electroforéticas
  - Secuencias de aminoácidos de proteínas
  - hibridación de ADN
  - Secuencias de ADN y ARN
  - Análisis de endonucleasas de restricción
  - Otras diferencias moleculares
- Caracteres de comportamiento
  - Cortejo y otros mecanismos etológicos de aislamiento
  - Otros patrones de comportamiento
- Personajes ecológicos
  - Hábitos y hábitats
  - Alimento
  - Variaciones estacionales
  - Parásitos y huéspedes
- Caracteres geográficos
  - Patrones de distribución biogeográfica general
  - Relación simpátrica-alopátrica de poblaciones

## Desarrollos recientes
Los avances en genética han llevado a una revisión de la clasificación de ciertos taxones en el árbol filogenético de la vida. Los enfoques sistémicos y funcionales de la biodiversidad tienden a ganar importancia, pero la sistemática sigue siendo fundamental para inventariar y evaluar la evolución dentro de los seres vivos. El desarrollo de las tecnologías de la información dio origen a la bioinformática y permitió el trabajo colaborativo (por ejemplo, en el origen de la red francófona Tela Botánica que reúne a unos 28.000 botánicos francófonos en 35 países (a finales de 2016). En abril de 2023 hay más de 60 000 inscritos. El software de identificación (IDAO5) permite a los no especialistas identificar una planta más rápidamente sin pasar por una compleja clave de determinación jerárquica, basándose en un método tipo “retrato”-robot” de plantas. Esto facilita la identificación de plantas por parte de “aficionados” (parataxónomos). También es utilizado por el software Pl@ntNet, desarrollado conjuntamente por la Universidad de Montpellier, el Institut National de Recherche en Informatique et en Automatique, el CIRAD, el Instituto Nacional para la Investigación Agronómica (INRA) y Tela Botánica. En todo el mundo se están desarrollando numerosos estudios basados en protocolos del tipo “Ciencia Ciudadana”.